# Escape (The Piña Colada Song)
Escape (The Piña Colada Song) ist ein Lied von Rupert Holmes aus dem Jahr 1979, das von ihm geschrieben sowie von ihm und Jim Boyer produziert wurde. Es erschien auf dem Album Partners in Crime.

## Geschichte
Escape (The Piña Colada Song) ist in drei Strophen und drei Refrains unterteilt. Es handelt von einem Mann, der sich in seiner aktuellen Liebesbeziehung langweilt, weil sie zur Routine geworden ist und er etwas Abwechslung wünscht. Eines Tages liest er die Kontaktanzeigen in der Zeitung und stößt auf ein Inserat, das seine Aufmerksamkeit erregt: Eine Frau, die einen Mann sucht, der Piña Colada mag (was den Titel erklärt). Fasziniert schneidet er das Inserat aus der Zeitung und verabredet sich mit der Frau in einer Bar namens O’Malleys, nur um dort festzustellen, dass die Frau sich als seine aktuelle Partnerin entpuppt. Das Lied nimmt ein gutes Ende, weil beide die Überraschung mit Humor nehmen. Das Ereignis zeigt dem Paar, dass sie mehr gemeinsam haben als gedacht, und führt dazu, dass sie neue Seiten an ihrem bisherigen Partner erkennen.
Ursprünglich begann der Refrain mit „If you like Humphrey Bogart“ (deutsch: Wenn du Humphrey Bogart magst...), aber Holmes ersetzte den Schauspieler durch den exotischen Cocktail, da er seiner Aussage nach gut zur Musik passte.

“The chorus originally started with ‚If you like Humphrey Bogart‘, which Holmes changed at the last minute, replacing the actor with the name of the first exotic cocktail that came to mind and fit the music. The original lyrics said, "If you like Humphrey Bogart and getting caught in the rain."…
As I was getting on mic I thought to myself, I’ve done so many movie references to Bogart and wide-screen cinema on my earlier albums, maybe I shouldn’t do one here.
I thought, What can I substitute? Well, this woman wants an escape, like she wants to go on vacation to the islands. When you go on vacation to the islands, when you sit on the beach and someone asks you if you’d like a drink, you never order a Budweiser, you don’t have a beer. You’re on vacation, you want a drink in a hollowed-out pineapple with the flags of all nations and a parasol. If the drink is blue you’d be very happy. And a long straw. I thought, What are those escape drinks? Let’s see, there’s daiquiri, mai tai, piña colada… I wonder what a piña colada tastes like? I’ve never even had one.
I thought that instead of singing, ‚If you like Humphrey Bogart,‘ with the emphasis on like, I could start it a syllable earlier and go, ‚If you like piña-a coladas.‘
(deutsch: "Der originale Refrain lautete: ‚Wenn du Humphrey Bogart magst und gern vom Regen überrascht wirst...‘
 Als ich am Mikrofon stand, dachte ich mir: Ich habe in meinen früheren Alben so viele Referenzen zu Bogart und dem Breitbildkino eingebaut, vielleicht sollte ich das hier mal lassen.
Mein Gedanke: Wie kann ich es ersetzen? Also, die Frau will entfliehen, als ob sie in den Urlaub auf die Inseln fahren möchte. Wenn sie ihren Urlaub auf den Inseln verbringt, sitzt sie am Strand und der Barkeeper fragt sie, was sie zu trinken wünscht, bestellt sie nie ein Budweiser, du nimmst kein Bier. Du bist im Urlaub, bestellst einen Drink in einer ausgehöhlten Ananas mit den Flaggen aller Nationen und einen Sonnenschirm. Ist das Getränk blau, bist du glücklich – und das mit langem Strohhalm. Ich dachte: Was sind Fluchtgetränke? Mal sehen: Es gibt den Daiquiri, Mai tai, Piña Colada… Ich frage mich echt, wie eine Piña Colada schmeckt. Ich hatte sowas nie getrunken. Ich dachte: statt zu singen ‚If you like Humphrey Bogart‘ (deutsch: Wenn du Humphrey Bogart magst...), beginnst du eine Silbe früher und betonst: ‚If you like Piña Coladas‘ (sinngemäß in Deutsch: Magst du Piña Coladas)).”

Escape erschien am 19. Oktober 1979, in den Vereinigten Staaten und Kanada wurde die Softrock-Nummer ein Nummer-eins-Hit. In den Billboard Hot 100 war es der letzte Song an der Spitze in den 1970ern im Dezember 1979, fiel für zwei Wochen im Januar 1980 auf Platz 2 und stieg erneut auf Platz 1. Das Lied wurde in vielen Filmen und Fernsehserien verwendet: Shrek – Der tollkühne Held, Guardians of the Galaxy, Kindsköpfe, Wie der Vater …, Third Watch – Einsatz am Limit, It’s Always Sunny in Philadelphia und Die Goldbergs.

## Kommerzieller Erfolg

### Chartplatzierungen
| ChartsChartplatzierungen       | Höchstplatzierung | Wochen |
| ------------------------------ | ----------------- | ------ |
| Vereinigte Staaten (Billboard) | 1 (21 Wo.)        | 21     |
| Vereinigtes Königreich (OCC)   | 23 (7 Wo.)        | 7      |

| ChartsJahrescharts (1980)      | Platzierung |
| ------------------------------ | ----------- |
| Vereinigte Staaten (Billboard) | 11          |

### Auszeichnungen für Musikverkäufe
| Land/Region                  | Auszeichnungen für Musikverkäufe (Land/Region, Auszeichnung, Verkäufe) | Verkäufe  |
| ---------------------------- | ---------------------------------------------------------------------- | --------- |
| Deutschland (BVMI)           | Gold                                                                   | 250.000   |
| Kanada (MC)                  | Gold                                                                   | 75.000    |
| Neuseeland (RMNZ)            | 3× Platin                                                              | 90.000    |
| Vereinigte Staaten (RIAA)    | Gold                                                                   | 1.000.000 |
| Vereinigtes Königreich (BPI) | Platin                                                                 | 600.000   |
| Insgesamt                    | 3× Gold · 4× Platin ·                                                  | 2.015.000 |

## Coverversionen
- 1980: Mario Lehner (Pinacolada)
- 1980: Udo Jürgens („Paris – einfach so nur zum Spaß“, in weiten Teilen inhaltliche Übernahmen der erzählten Geschichte)
- 1997: KC and the Sunshine Band
- 2003: Captain Jack
- 2011: Money Boy („Gucci und Prada“)
- 2013: Jack Johnson
- 2019: Sugar Ray